# Wasseruhr

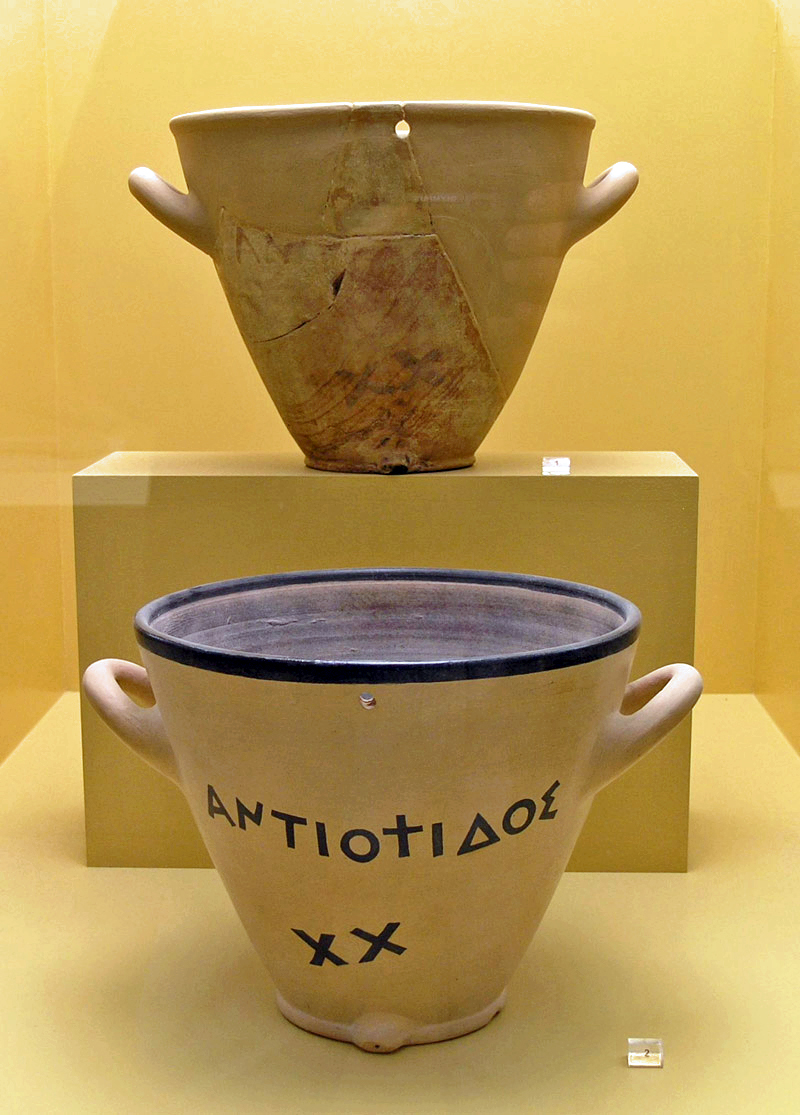
Antike Klepsydra – Das obere Gefäß ist so geformt, dass der fallende Wasserstand der verstrichenen Zeit proportional ist. Durch ein Loch im Boden fließt das Wasser in das untere Gefäß ab.

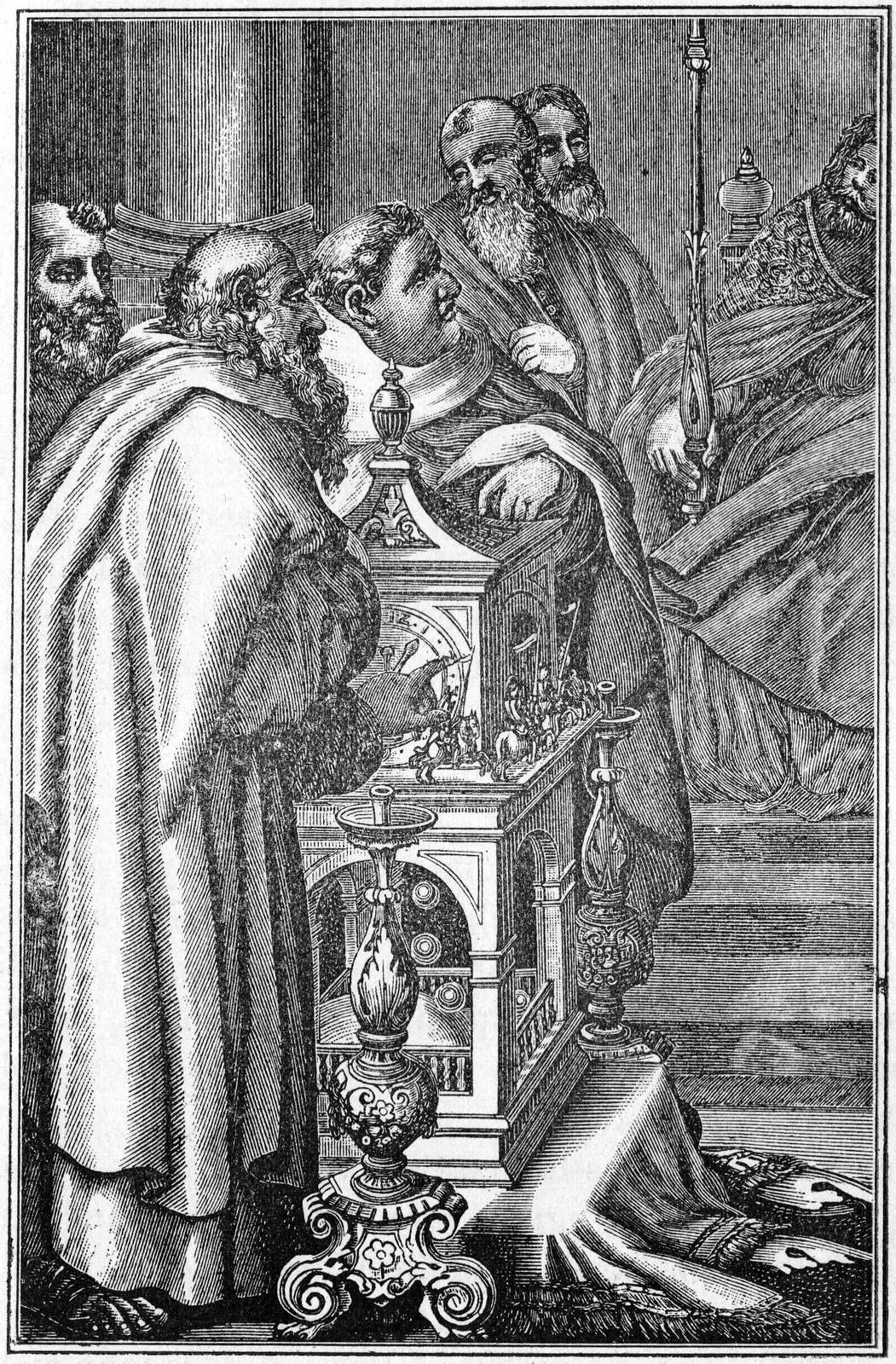
Gesandte des Kalifen Harun al-Raschid überbringen Karl dem Großen eine Wasseruhr

Eine Wasseruhr ist ein Gerät zur Zeitmessung, bei dem als Hilfsmedium Wasser verwendet wird. Ihr seit Jahrtausenden in zahlreichen Kulturen genutztes Prinzip, dass Teile des Mediums von einem Behälter in einen anderen strömen und dabei konstante Zeiteinheiten definieren, wurde später auch bei den Sanduhren verwendet. Die einfache Wasseruhr nannte man in Griechenland auch Klepsydra.

## Kulturelle Ausbreitung
Das Funktionsprinzip wird seit mehreren Jahrtausenden in zahlreichen Kulturen genutzt, insbesondere von Griechenland bis nach China. Die jeweiligen Umsetzungen sind teils kompakt und einfach, können aber auch sehr groß sein und mit zusätzlichen, aufwendigen mechanischen Komponenten versehen sein.

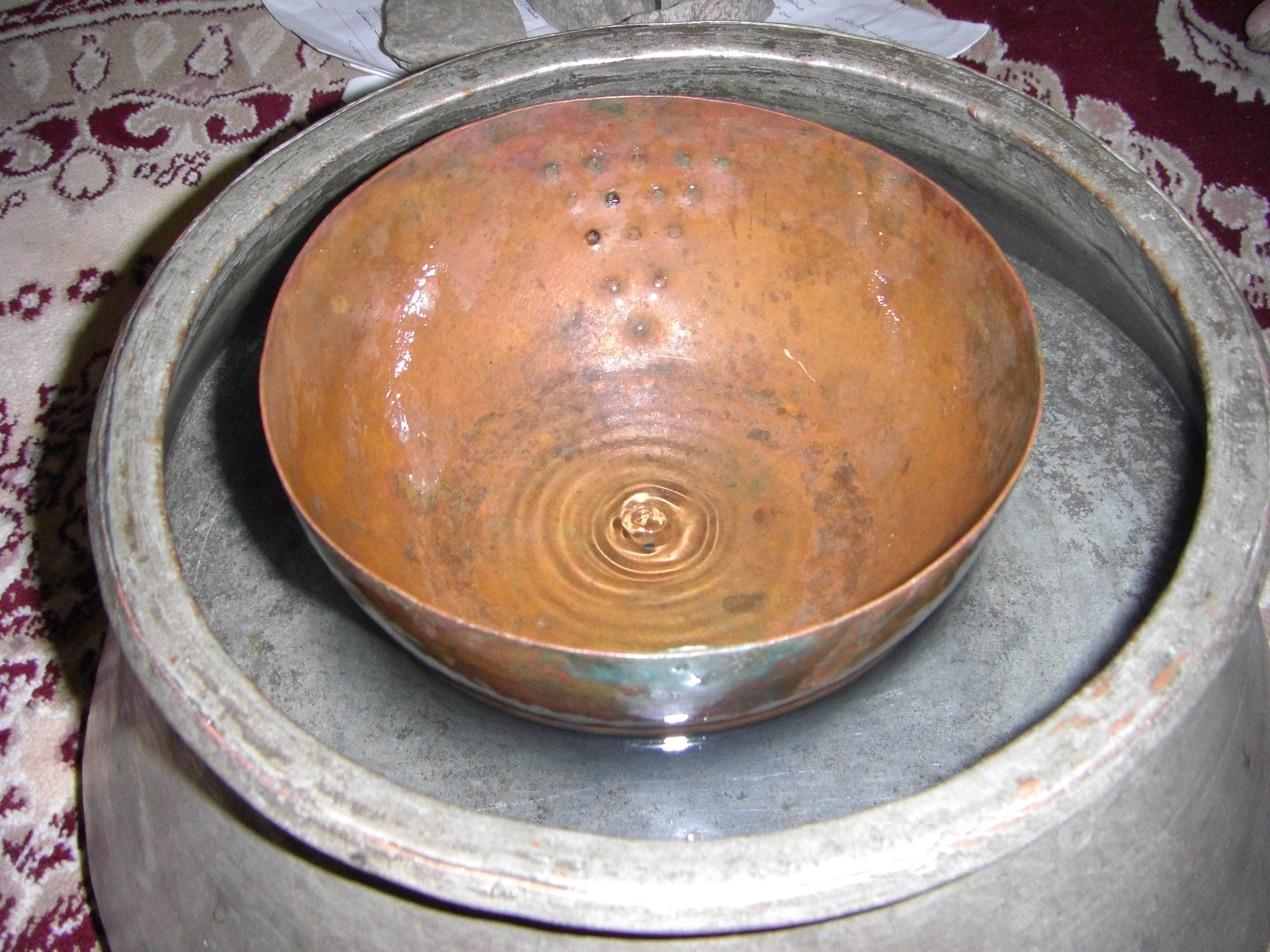
Antike persische Uhr

Auf Basis der einfachen Wasseruhr – in Griechenland „Wasserdieb“ (griechisch κλεψύδρα, Klepsydra oder Klepshydra) genannt – kam es beispielsweise auch zu frühwissenschaftlichen Erklärungsversuchen der Phänomene von Druck, Unterdruck und Vakuum. Aus diesen einfachen Einlaufuhren und Auslaufuhren der Antike entwickelten sich spätestens im Mittelalter in China und im Vorderen Orient große mechanische Apparate. Für den Orient sind weiterhin die Existenz, jedoch keine Konstruktionsdetails spezieller Kurzzeit-Wasseruhren überliefert, die in der frühzeitlichen Astronomie zum Einsatz kamen. Der Kalif Harun al-Raschid schenkte Karl dem Großen eine Wasseruhr. Reguläre Wasseruhren deckten typischerweise eher Zeiträume in der Größenordnung von Stundenbruchteilen.
Der Vorteil von Wasseruhren gegenüber Sonnenuhren bestand darin, dass sie nicht vom Sonnenlicht oder der Witterung abhängig waren und auch nachts, in geschlossenen Räumen oder im Schatten funktionsfähig waren. Allerdings behinderte Frost bei allen Wasseruhren den Wasserfluss und damit die Genauigkeit, sodass man Fackeln aufstellen oder das Wasser durch Quecksilber (Schmelzpunkt: −38,8 °C) ersetzen musste.

## Geschichte
- Wasseruhren werden in altbabylonischen Texten etwa aus dem 17. Jahrhundert v. Chr. genannt.[1] Weil die altbabylonischen Wasseruhren mit dem Determinativ für Holz geschrieben wurden, müssen sie aus Holz gewesen sein. Da auch ein sumerisches Wort für Wasseruhr genannt wird, nämlich dibdib (wohl das Geräusch von fallenden Tropfen nachahmend) ist es wahrscheinlich, dass Wasseruhren schon länger in Gebrauch waren. Das ausgeströmte Wasser wurde gewogen, und es ist nicht bekannt, ob Versuche gemacht wurden, einen Ausgleich für die offensichtlich unterschiedliche Ausströmgeschwindigkeit bei unterschiedlichen Füllständen zu schaffen. Eingesetzt wurden Wasseruhren schon in altbabylonischer Zeit als Hilfsmittel zur Bestimmung von Sonnenwenden und Equinoktien, um zu erfahren, wann ein Schaltmonat eingefügt werden musste, um den Mondkalender ans Sonnenjahr anzupassen, wozu auch Sternbeobachtungen dienten.[2][3] Im altbabylonischen Atram-Ḫasīs-Epos verrät der Gott Enki dem Sintfluthelden, dass in sieben Nächten eine große Flut kommen wird und füllt als Erinnerung an die ablaufende Zeit eine Wasseruhr.[4]
- Laut seiner Grabinschrift fertigte um 1500 v. Chr. der Siegelbewahrer Amenemhet für König Amenophis I. im Alten Ägypten eine technisch ausgereifte Wasseruhr.[5]
- Die älteste erhaltene Wasseruhr ist etwa 100 Jahre jünger. Sie wurde im Tempel des Amun in Karnak gefunden und in der Regierungszeit von Amenophis III. in der ersten Hälfte des 14. Jahrhunderts v. Chr. gefertigt. Sie ist eine Auslaufwasseruhr aus Alabaster, die sich heute im Ägyptischen Museum in Kairo befindet.[6]
- Um 640 v. Chr. dienten öffentliche Wasseruhren der Zeitmessung in Assyrien.
- Um 380 v. Chr. erfand Platon eine Wasseruhr mit Wecker.
- Im 3. Jahrhundert v. Chr. stellte Ktesibios Wasseruhren mit beweglichen Figuren her und baute Wasserorgeln, ein Pressluftgeschütz und eine doppelt wirkende Pumpe mit Windkessel.
- Im antiken Griechenland und alten Rom wurde die Redezeit vor Gericht mit Wasseruhren, beispielsweise mit einer Klepsydra gemessen.
- Um 50 v. Chr. errichtete Andronikos von Kyrrhos in Athen den Turm der Winde aus Wasseruhr mit Sonnenuhren nach den acht Himmelsrichtungen, das berühmteste Uhrenwerk der Griechen.
- Im alten Kaiserreich China baute der Mönch Yixing um 725 ein astronomisches Instrument, das ebenfalls als Uhr diente. Bewegt wurde es über ein mit Wasser betriebenes Schaufelrad, das binnen 24 Stunden eine vollständige Umdrehung durchführte. Sonne, Mond und Himmelskugel bewegten sich auf Kreisbahnen, eine Glocke läutete automatisch jede Stunde, eine Trommel schlug jede Viertelstunde. Alle Bewegungen steuerte ein Mechanismus mit mechanischer Hemmung (nicht durch Gewichte und Spiralfedern, sondern durch Wasserkraft bewegte Hemmung). Der Mechanismus begann aber bald zu rosten, sodass die Maschine stillgelegt werden musste. Yixing verstarb zu früh, um noch ein Nachfolgemodell zu konstruieren.
- Der Chinese Su Song baute und beschrieb um 1090 eine Wasseruhr mit einer Hemmung am Antriebsrad. Ihre Konstruktion ist in allen Einzelheiten überliefert. Sie baute auf einem Vorgängermodell von Zhang Sixun von 976 auf und besaß ein mit Schalen bestücktes Wasserrad. Diese Schalen wurden so mit Wasser gefüllt, dass sich das Rad pro Viertelstunde um eine Schale weiter drehte, während eine Sperrklinke ein ungewolltes Vorwärtsdrehen und eine weitere ein ungewolltes Rückwärtsdrehen verhinderte. Die Uhr Su Songs war von 1092 bis 1127 in Kaifeng in Betrieb, danach noch einige Zeit in Peking.
- Im 12. Jahrhundert entwarf der arabische Ingenieur al-Dschazarī seine Elefantenuhr. Bei dieser werden mithilfe von Wasser mehrere Figuren angetrieben, welche die Stunden und Minuten anzeigen.
- Im Kaiserreich Korea baute der Erfinder Jang Yeong-sil verschiedene Wasseruhren für seinen König Taejong (1367–1422). In seiner Wasseruhr von 1424 löste das Ansteigen eines Schwimmers im unteren Wassergefäß alle zwei Stunden zunächst eine kleine Kugel aus. Diese bewegte eine größere Kugel. Damit konnte eine Glocke angeschlagen und Figuren zur Anzeige der Stunden bewegt werden.[7]

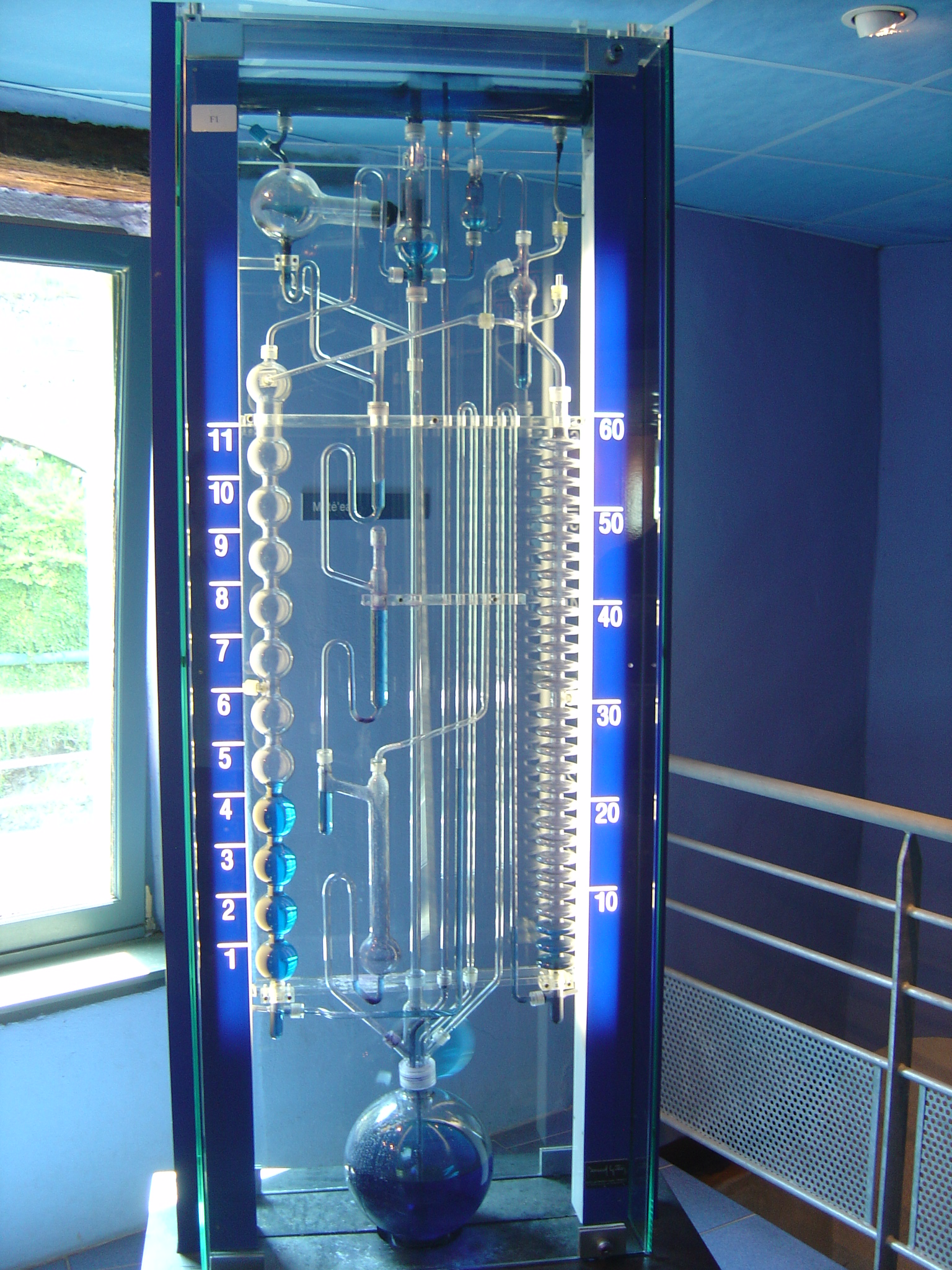
Wasseruhr der Bauart Bernard Gitton im Wassermühlenmuseum „Noria, Maison de l'Eau“ im südfranzösischen Saint-Jean-du-Bruel

- Der Franzose Bernard Gitton hat eine moderne Wasseruhrkonstruktion entworfen, die er als Horloge à voir le temps couler bezeichnet (etwas frei: „Uhr, bei der man die Zeit fließen sieht“). Bei dieser dient ein wassergetriebenes Pendel als Frequenzgenerator und realisiert über Frequenzteiler sowie Minuten- und Stundenzähler eine diskrete Zeitanzeige. Die Uhr ist weitgehend aus Glas gefertigt und mit gefärbtem Wasser gefüllt. Minuten und Stunden werden am Wasserstand in zwei Säulen abgelesen, die aus verbundenen Glaskugeln bestehen und mit Skalen versehen sind; der Wasserstand in diesen Säulen erhöht sich nicht ständig, sondern im passenden Takt. Gitton hat Uhren dieser Bauart als wissenschaftlich-künstlerische Installationen in zahlreichen Städten in Einkaufszentren, öffentlichen Anlagen und an anderen Orten aufgestellt.[8] In Deutschland befindet sich Gittons 1982 gebaute, 13 Meter hohe Uhr der fließenden Zeit im Europa-Center in Berlin.[9]

Die Wasseruhr hat in heutiger Zeit aufgrund ihrer eher nur moderaten Genauigkeit und ihrer örtlichen Gebundenheit zugunsten anderer Techniken ihre Bedeutung im Alltagsleben verloren, ist aber gelegentlich Gegenstand einer künstlerisch-dekorativen Umsetzung in diversen modernen, meist großformatigen, Versionen.